# São Raimundo Esporte Clube (Pará)
El São Raimundo Esporte Clube es un equipo de fútbol de Brasil que juega en el Campeonato Paraense, la primera división del estado de Pará.

## Historia
Fue fundado el 9 de septiembre de 1944 en la ciudad de Santarém del estado de Pará por idea de un comité encabezado por David Valdomiro Pinto y Gerson Marino, eligiendo a Odorico Reis Almeida como el primer presidente en la historia del club.
El nombre del club surgió de su primer partido ante el Santa Cruz Futebol Clube, ya que los aficionados pasaron gritando el nombre Sao Raimundo y sus colores blanco y negro surgieron por consejo de un locutor de radio.
En 1949 gana su primer título del campeonato de la ciudad de Santarém, y su título más importante ha sido el del Campeonato Brasileño de Serie D en 2009, con lo que se convirtió en el primer campeón de la cuarta división, por lo que jugó en el Campeonato Brasileño de Serie C en 2010 por segunda vez en su historia, donde fue debut y despedida luego de terminar en último lugar con solo tres puntos, aunque ese mismo año disputó la Copa de Brasil en donde fue eliminado por el Botafogo FR.

## Palmarés
- Campeonato Brasileño de Serie D: 1

2009
- Campeonato del Interior de Pará: 1

2009
- Copa de Pará: 1

2009
- Campeonato Paraense: 1

2005